# Pik Zarja-Vostoka
Pik Zarja-Vostoka är en bergstopp i Kina, på gränsen till Kirgizistan. Den ligger i den autonoma regionen Xinjiang, i den nordvästra delen av landet, omkring 1 300 kilometer sydväst om regionhuvudstaden Ürümqi. Toppen på Pik Zarya-Vostoka är 6 340 meter över havet, eller 561 meter över den omgivande terrängen. Bredden vid basen är 4,7 km.
Runt Pik Zarja-Vostoka är det mycket glesbefolkat, med 7 invånare per kvadratkilometer. Det finns inga samhällen i närheten. Trakten runt Pik Zarya-Vostoka är permanent täckt av is och snö.